# Sebastiaen Jansen Krol
Bastiaen Jansz Krol (también Sebastia(e)n Jans(s)en Crol  o Crull ; 1595, Harlingen-14 de marzo de 1674) fue Director de Nuevos Países Bajos de 1632 a 1633. Es recordado, principalmente, por ser quien organizó la compra de área al norte de Fort Oranje, y que será conocida como Rensselaerswijck en 1630.

## Primeros años
Cuando tenía 10 años, la familia de Krol se mudó de Friesland a Ámsterdam y en 1623 vivía en Bloemgracht. En ese año se presentó a los ancianos de la iglesia de la Iglesia reformada neerlandesa para ser enviado al extranjero como "ziekentrooster" ("consolador de enfermos").

## Nuevos Países Bajos
El 25 de enero de 1624 zarpó hacia Nuevos Países Bajos, donde llegó cuando Cornelius May se acababa de convertir en primer director general. En noviembre de 1624 regresó a Ámsterdam e hizo un informe a los ancianos de la iglesia, quienes le dieron el derecho de realizar bautizos y bodas en la nueva colonia. Probablemente navegó de regreso a Nueva Ámsterdam en mayo o junio de 1625, antes de la llegada de Peter Minuit al año siguiente.
Bastiaen Krol es recordado por organizar la compra del dominio de Rensselaerswijck en 1630. Uno de los primeros en pedir una concesión de tierras fue Kiliaen van Rensselaer, quien recibió una extensión de territorio al norte y al sur de Fort Oranje, pero sin incluir ese puesto comercial, que, al igual que la isla de Manhattan, permaneció bajo el control de la Compañía Neerlandesa de las Indias Occidentales. En virtud de esta subvención y compras posteriores, Van Rensselaer adquirió un terreno que comprende lo que ahora son los condados de Albany y Rensselaer con parte de Columbia en el estado de Nueva York.
Antes y después de su cargo como director general, Krol fue comandante de Fort Oranje. Regresó a las Provincias Unidas al menos dos veces más. Entre 1638 y 1643 vivió en Nuevos Países Bajos. Los últimos registros que tenemos de él datan de septiembre de 1645 en Ámsterdam, la de Europa.

## Vida personal
En 1615 se casó con Annetje Cristoffels en Ámsterdam.

## Otras lecturas
- William Elliot Griffis La historia de Nuevos países bajos. Los neerlandeses en Estados Unidos (Chapter VI.  The Riverside Press. Cambridge. 1909)
- Allen Johnson, Ed. El neerlandés e inglés en el Hudson (Chapter IV. New Haven: Yale University Press. 1919)

- Datos: Q3476858
- Multimedia: Sebastiaen Jansen Krol / Q3476858